# Atheta concessa
Atheta concessa är en skalbaggsart som beskrevs av Thomas Casey 1911. Atheta concessa ingår i släktet Atheta och familjen kortvingar. Inga underarter finns listade i Catalogue of Life.